# Fabius Brest
Fabius Brest, né le 31 juillet 1823 à Marseille et mort dans la même ville le 5 novembre 1900, est un peintre orientaliste français. 

## Biographie
Fabius Brest est l'élève des peintres Émile Loubon à Marseille, et de Constant Troyon à Paris. Sur les conseils de Loubon, qui avait fait un séjour en Palestine qui l'avait profondément marqué, Fabius Brest effectue un voyage en Turquie de 1855 à 1859, d'où il revient avec de nombreux tableaux de paysages. L'Orient et surtout l'architecture orientale demeurent ses principales sources d'inspiration tout au long de sa vie.

## Collections publiques
- Musée des beaux-arts de Béziers : La place de l'At-Meïdan à Constantinople
- musée de l'Échevinage de Saintes : Les Bords du Bosphore à Bebeck.
- Musée d'art de Toulon : Le Plan d'Aups (1852-1855), huile sur toile, 71 × 107 cm[4]
- Musée des Beaux-Arts de Marseille : Un caravansérail à Trébizonte[5] ; Vue de Constantinople, côté Asie[6] ; Vue de Constantinople, côté d'Europe[7] ; Vue de Constantinople[8].
- Musée des beaux-arts de Nantes : Vue de Constantinople[9].
- Musée du quai Branly : Café Maure à Alger, café des platanes
- Musée des beaux-arts de Pau : Rue de la colonne brûlée à Constantinople[10].

## Galerie

Œuvres de Fabius Brest
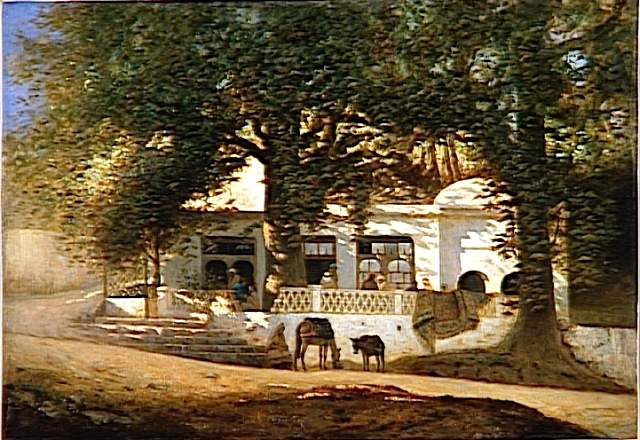
Café Maure à Alger, café des platanes, Paris, musée du quai Branly.
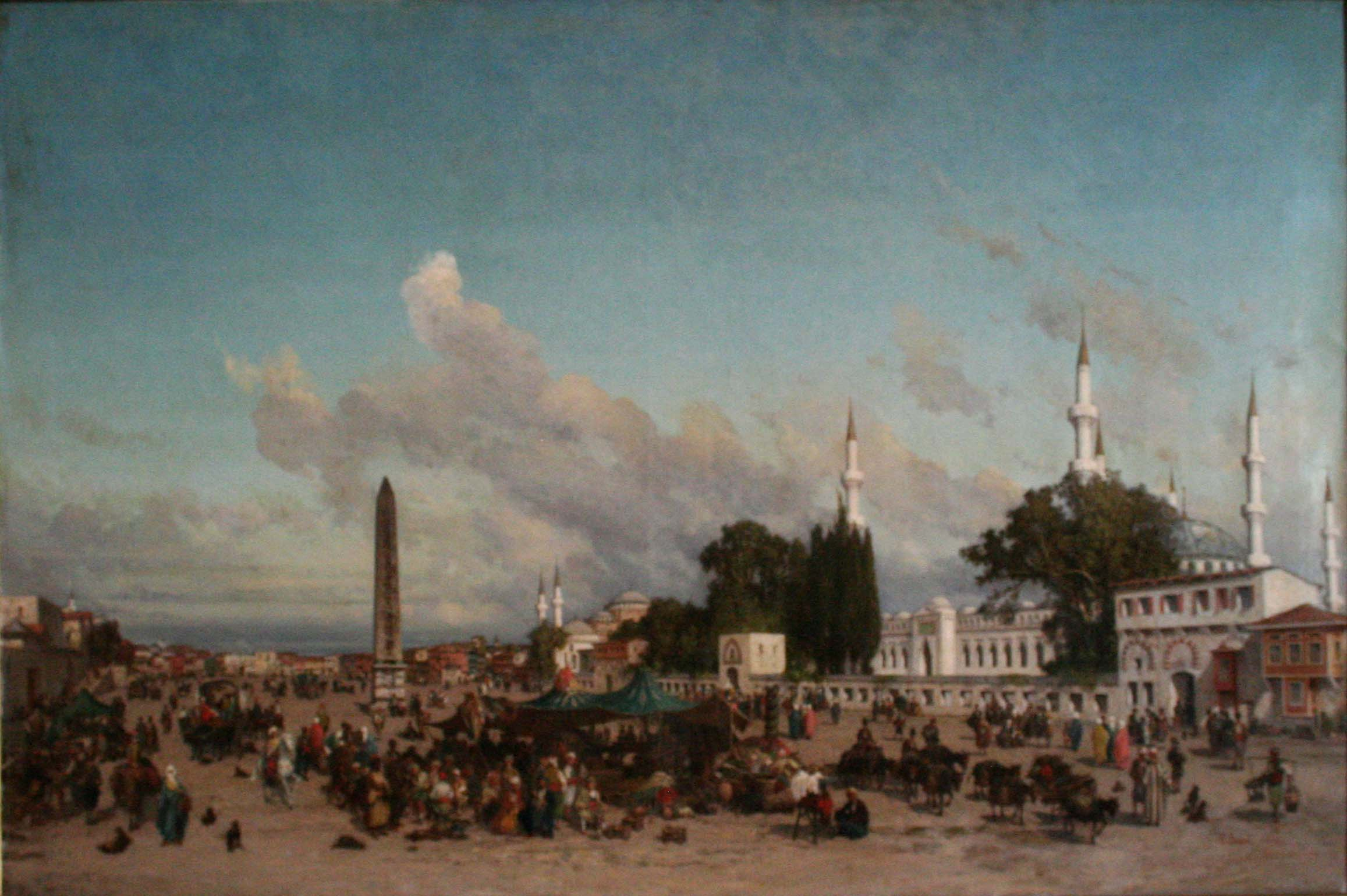
La Place de l'At-Meïdan à Constantinople, musée des beaux-arts de Béziers.
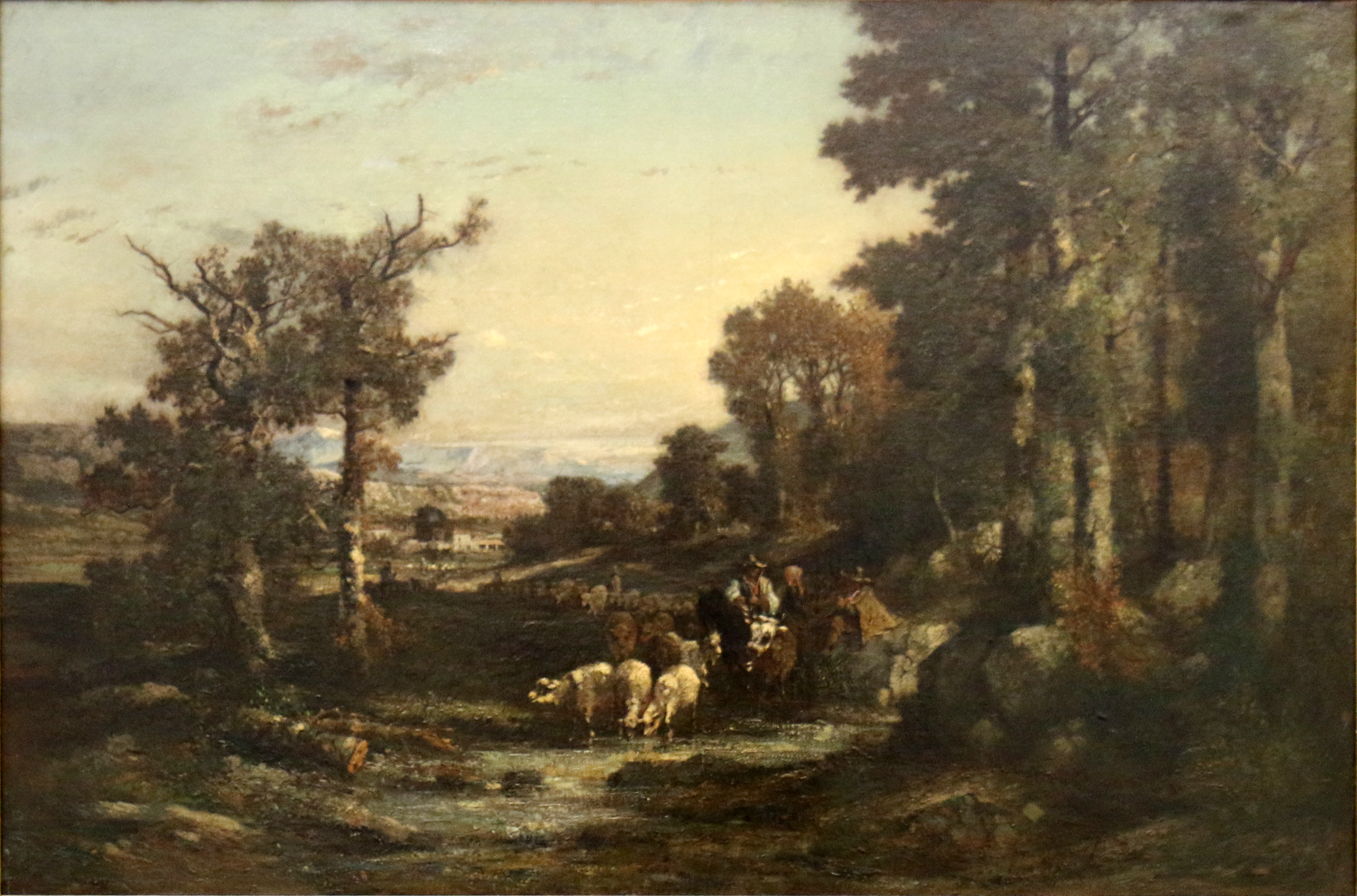
Le Plan d'Aups, musée d'art de Toulon.

### Sources
- Lynne Thornton, Les Orientalistes, peintres voyageurs, Courbevoie, ACR Édition Poche Couleur, 1994  (ISBN 978-2-86770-060-6).
- Christine Peltre, Dictionnaire culturel de l'orientalisme, Paris, Éditions Hazan, 2003  (ISBN 2-85025-882-2).
- André Alauzen et Laurent Noet, Dictionnaire des peintres et sculpteurs de Provence-Alpes-Côte d'Azur, Marseille, Jeanne Laffitte, 2006 (1re éd. 1986), 473 p. (ISBN 978-2-86276-441-2), p. 83.